# Cercospora apii
Cercospora apii är en svampart som beskrevs av Fresen. 1863. Cercospora apii ingår i släktet Cercospora och familjen Mycosphaerellaceae.   Inga underarter finns listade i Catalogue of Life.